# Serrat del Vaquer
El Serrat del Vaquer és una serra situada al municipi de les Valls de Valira a la comarca de l'Alt Urgell, amb una elevació màxima de 1.433 metres.